# Valentine Quin (1er comte de Dunraven et Mount-Earl)
Valentine Richard Quin, 1er comte de Dunraven et Mount-Earl, 1er baronnet (30 juillet 1752-24 août 1824) est un pair et député irlandais.

## Biographie
Il est le fils de Windham Quin et de Frances Dawson. Les Quins sont une vieille famille irlandaise qui a longtemps été associée à Adare. Le grand-père du comte s'est enrichi grâce à son mariage avec l'héritière Mary Widenham de Kildimo.
Il est créé baronnet en 1781. Il est élu en 1799 député de l'ancien siège de son père, à Killmallock, à la Chambre des communes irlandaise, siégeant jusqu'à l'union de l'Irlande et de la Grande-Bretagne en 1800/01.
Il est créé baron Adare le 31 juillet 1800 - en tant que fervent partisan de l'union politique, il est recommandé par Lord Cornwallis - vicomte Mount-Earl le 3 février 1816, et comte de Dunraven et Mount-Earl le 5 février 1822, tous les titres de la pairie d'Irlande. Il a probablement choisi le titre de Dunraven en l'honneur de sa belle-fille, l'héritière Caroline Wyndham de Dunraven Castle, qui a épousé son fils aîné en 1810. À sa mort en 1824, son fils, Windham Henry Quin, devient 2e comte de Dunraven et Mountearl. Le nom de famille est officiellement devenu Wyndham-Quin en 1815.

## Mariage et enfants
Il épouse d'abord Frances Muriel Fox-Strangways, fille de Stephen Fox-Strangways (1er comte d'Ilchester), et sa femme, Elizabeth Horner, le 24 août 1777. Ils ont :
- Harriet Quin (décédée le 13 décembre 1845), épouse William Payne-Gallwey (1er baronnet)
- Windham Henry Quin (2e comte de Dunraven) (1782–1850)

Il épouse ensuite Margaret Mary Coghlan en 1816.
Il est enterré à l'église Saint-Nicolas d'Irlande à Adare, dans le comté de Limerick, en Irlande.